# Marojejya darianii
Marojejya darianii ili Ravimbeova palma, vrsta je cvjetne palme iz porodice palmi (Arecaceae. Nalazi se samo u prašumama Madagaskara i bila je potpuno nepoznata širem svijetu sve do 1984. kada ga je otkrio dr. Mardy Darian. Kritično je ugrožena i prijeti joj izumiranje zbog gubitka staništa. Važan je jer nosi najveće jednostavne listove (nerazdijeljene, bez režnja) od svih poznatih stabala; dug do 9 metara i širok do 1,2 metra.